# Ель-Пераль
Ель-Пераль (ісп. El Peral) — муніципалітет в Іспанії, у складі автономної спільноти Кастилія-Ла-Манча, у провінції Куенка. Населення — 822 особи (2010).
Муніципалітет розташований на відстані близько 180 км на південний схід від Мадрида, 65 км на південь від Куенки.

## Демографія
Динаміка населення (INE ):

## Галерея зображень

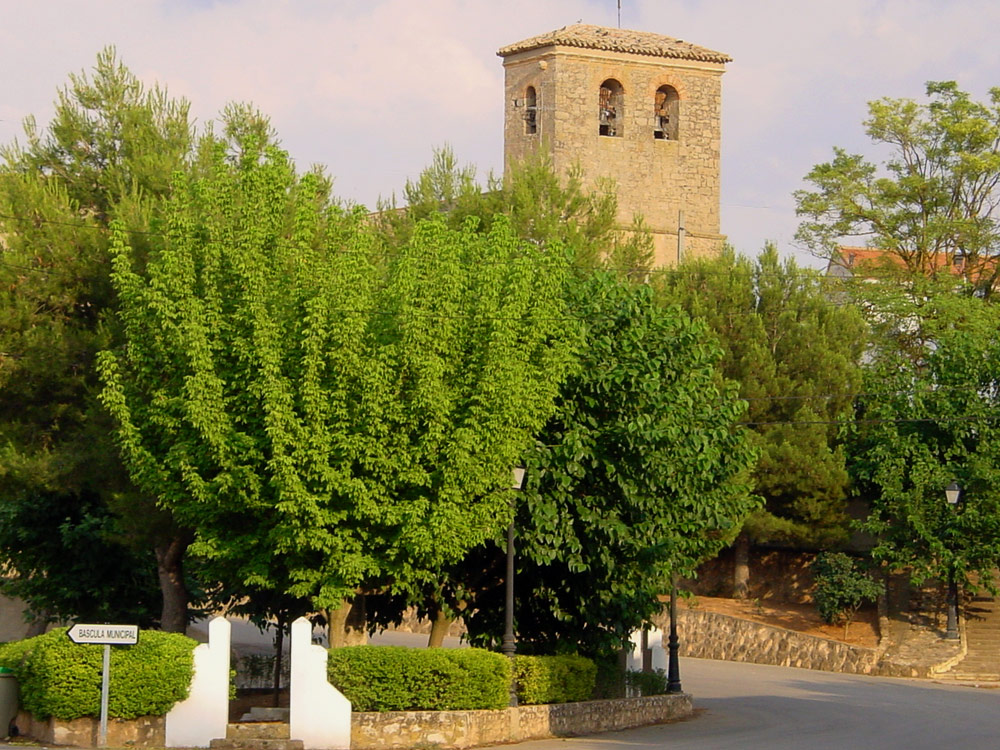
Ель-Пераль
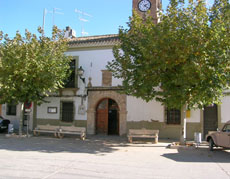
Муніципальна рада